# Scultura attica arcaica

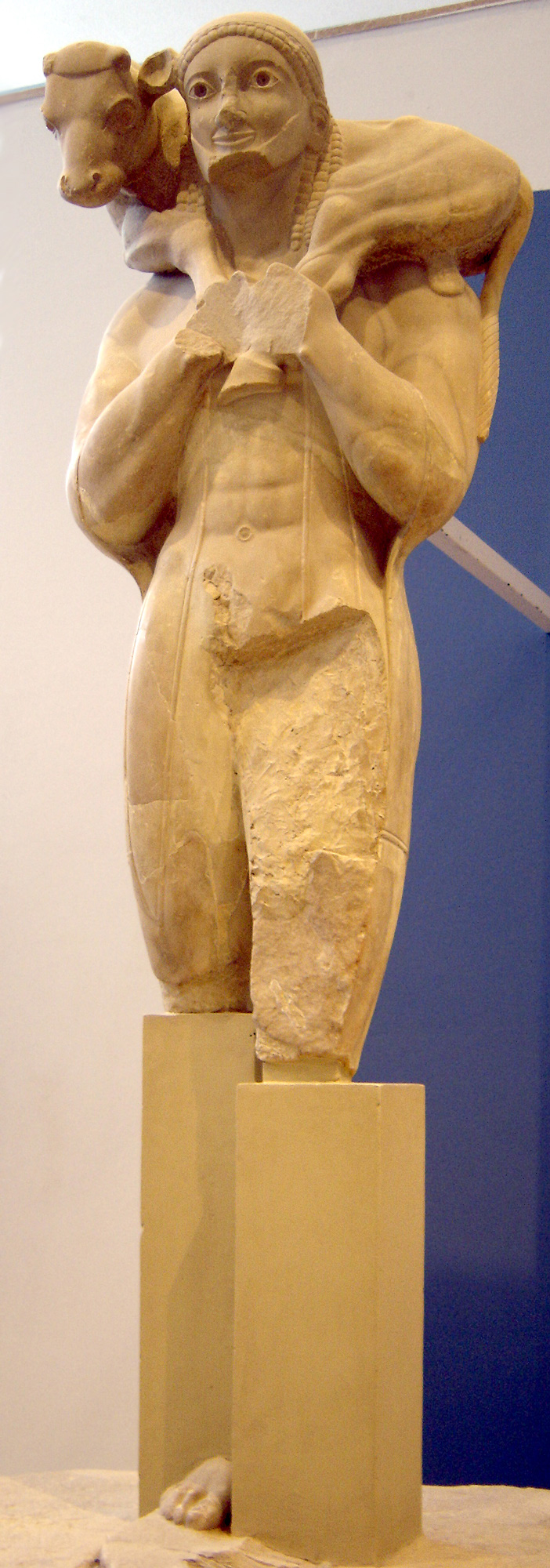
Moscophoros

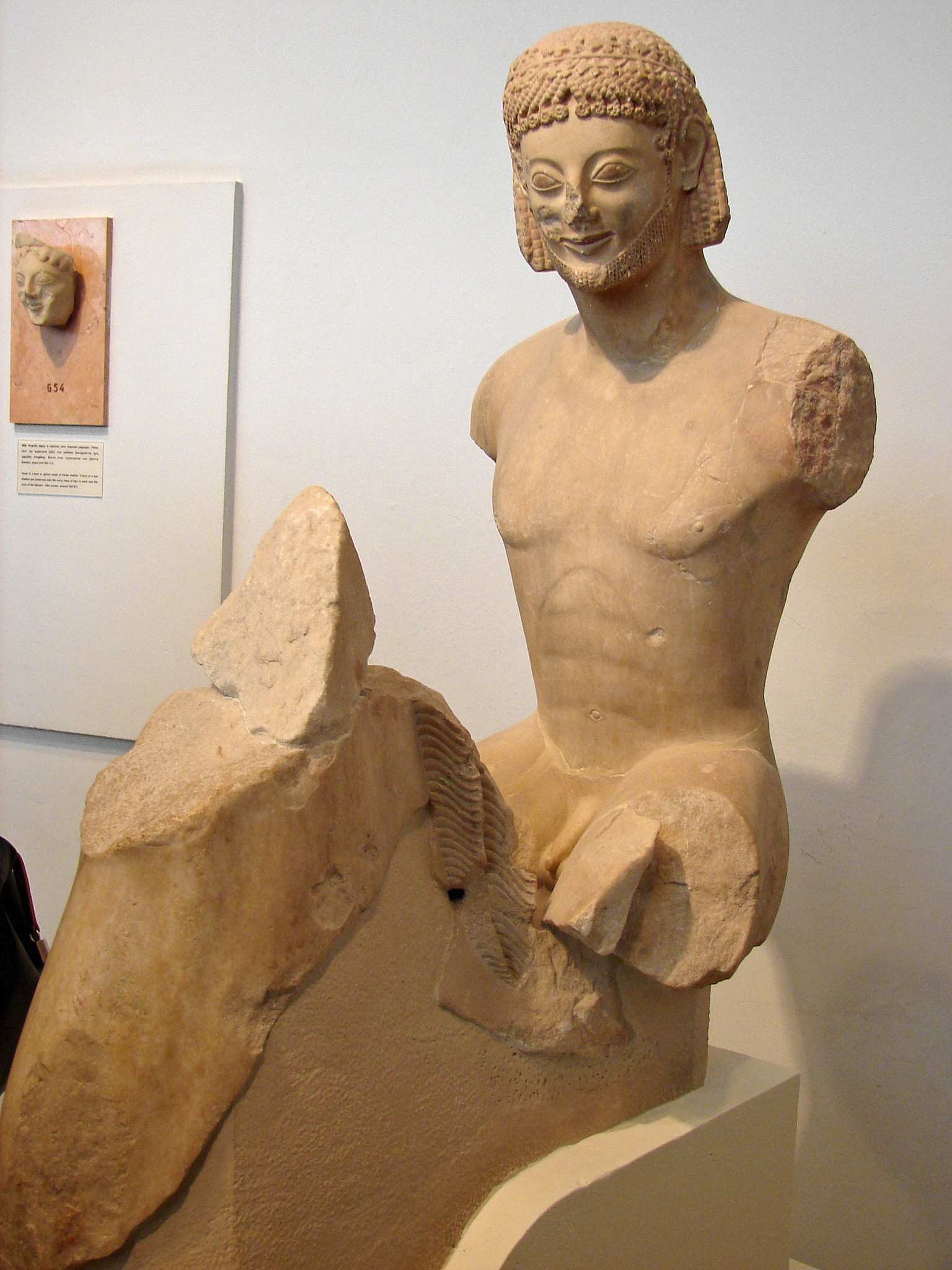
Il Cavaliere Rampin

La scultura attica arcaica riguarda la produzione scultorea nella regione di Atene nel VI secolo a.C. È una delle tre correnti principali della scultura greca arcaica, con quella dorica e quella ionica.

## Contesto storico
Il periodo arcaico viene di solito fatto terminare con il 480 a.C., quando i Persiani si spingono fino ad Atene e ne distruggono le mura dell'Acropoli. Da quell'evento drammatico nacque una grande fortuna per gli archeologi, infatti i resti dei monumenti distrutti dai Persiani vennero radunati in una zona dell'acropoli e coperti di terra, la cosiddetta "colmata persiana", in cui sono state rinvenute numerosissime statue. Queste, come altre rinvenute in altri luoghi della città, non risalgono mai a prima del VI secolo a.C. e fanno quindi pensare a una produzione fiorita dopo un periodo di insicurezza, provocato dai conflitti sociali tra aristocratici e popolo e dal sorgere di un'economia di nuovi potenti, basata soprattutto sul commercio, come dimostra l'introduzione e diffusione della moneta alla fine del VII secolo a.C. Si sviluppa nel VI secolo a.C. soprattutto ad Atene e nei territori limitrofi.
In questa scultura si tende ad armonizzare meglio tra loro le varie membra e migliorare i volumi e l'equilibrio della statua.
Si cercò di arginare le lotte interne prima con la legislazione di Solone, poi, come avveniva anche in altre polis, con la tirannide.
L'impatto delle politiche pubbliche di Atene nella prima metà del VI secolo a.C. non ebbe conseguenze positive sulla scultura; alla riforma di Solone, che aveva impedito i lussuosi funerali dell'aristocrazia, si deve probabilmente la scarsità di Kouroi prodotti tra il 590 e il 570 a.C. Il governo dell'illuminato Pisistrato (560-527 a.C.) garantì una certa stabilità e permise il sorgere di un'arte elegante, figlia di un raffinato gusto di corte.

## Sviluppo

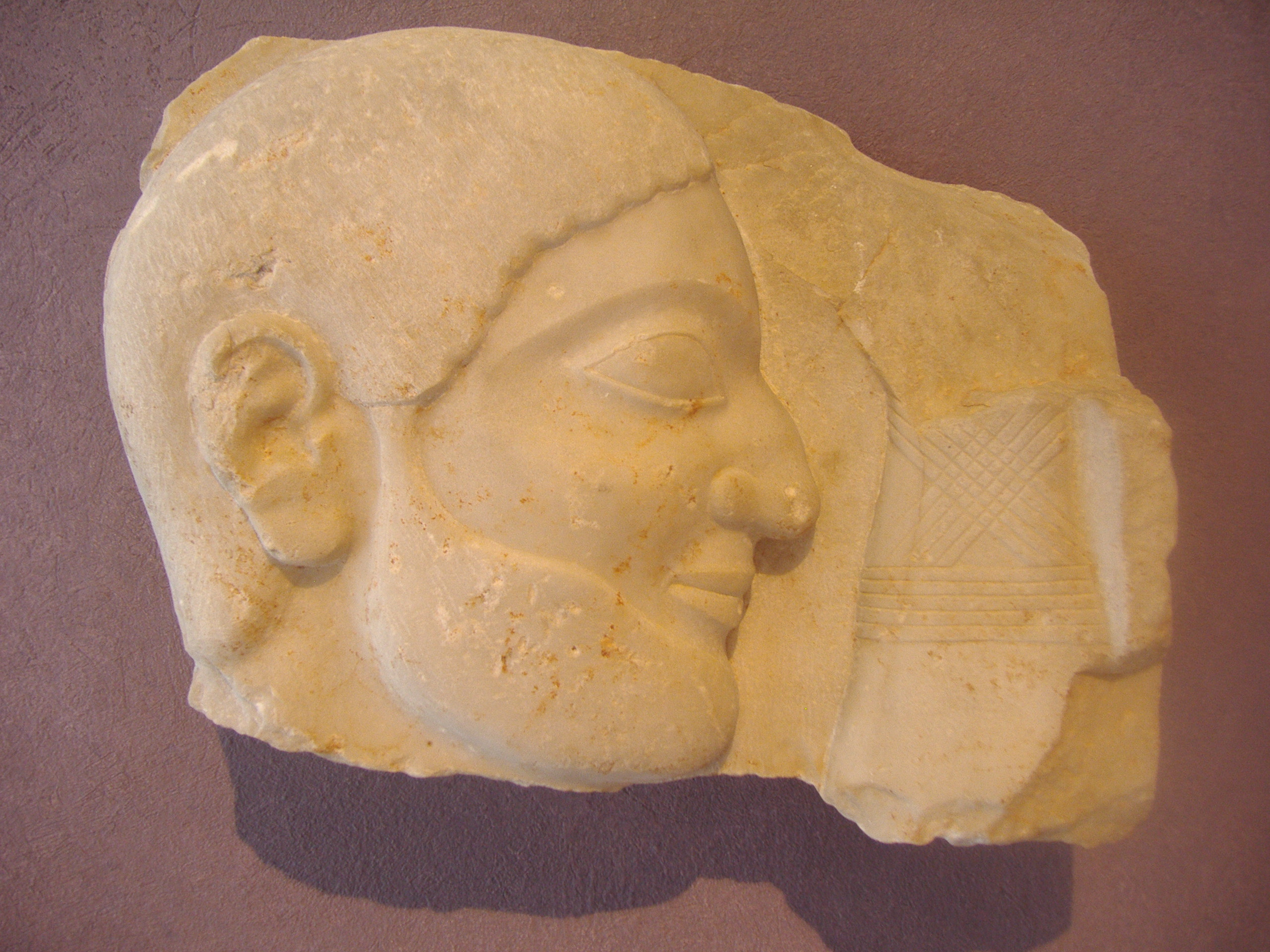
Frammento di stele funeraria, nota come Stele di pugilatore (h 23 cm, 560-530 a.C.), stilisticamente assimilabile alla stele del Discoforo. Atene, Museo del Ceramico P1054.

La scultura attica si caratterizza per la vitalità e per la morbidezza delle forme, sviluppando gli addolcimenti della scultura ionica. Ne è un esempio il Moscophoros (570-560 a.C. circa, l'opera più antica tra quelle trovate nella colmata persiana), che rappresenta un giovane con un vitello sulle spalle, forse il premio di una gara. I muscoli sono ben torniti ed hanno una superficie fluida e levigata, con cadenze lineari nel sottilissimo mantello aperto sul davanti. Il volto era reso più espressivo dalla presenza di occhi in pasta vitrea e avorio, e presenta il tipico sorriso arcaico, una conseguenza del particolare modo di scolpire dell'epoca, che per rompere la frontalità tirava gli angoli della bocca verso l'alto in modo da suggerire la profondità e la presenza di piani laterali.
Anche il Cavaliere Rampin proviene dalla colmata persiana e faceva forse parte di una coppia rappresentante i figli di Pisistrato dopo una vittoria. Sebbene sia ancora presente una certa rigidità, questa è smorzata da una vitalità nuova, col dorso leggermente curvato in avanti, e una resa anatomica più attenta, soprattutto nei pettorali e nella schiena.
Il Moscophoros e il Cavaliere Rampin non appartengono alla stessa famiglia dei kouroi attici astratti, discendenti dalla Testa di kouros 3372 trovata nella necropoli del Dipylon, opera appartenente ad una precedente generazione e vicina al Kouros di New York (Metropolitan Museum of Art 32.11.1). In queste opere più recenti la raffigurazione di un'azione reale assicura al personaggio una qualche individualità; si tratta di una scelta stilistica da mettere in relazione con la politica dei Pisistratidi e, allo stesso tempo, di una caratteristica che li rende più vicini ai Gemelli di Argo, prototipi della scuola dorica.
Sull'Acropoli di Atene nell'ultimo quarto del XIX secolo si rinvenne anche una serie di korai. Si tratta degli equivalenti femminili dei kouroi, sono vestite, hanno i piedi uniti e un braccio portato in avanti in un gesto di offerta. Le korai dell'acropoli di Atene formano una serie omogenea per tipologia e funzione, ovviamente votiva, attraverso la quale è possibile seguire l'evoluzione stilistica della scultura attica per circa un secolo, tra il 570 e il 480 a.C., e in particolare la nascita e lo sviluppo dell'influenza ionica sull'arte attica della seconda metà del VI secolo a.C., epoca del primo apparire di elementi ionici nelle imprese architettoniche dei Pisistratidi e degli stretti rapporti tra la Ionia e Atene. Verso la fine VI secolo a.C. vi si nota il superamento, o meglio, l'assorbimento di tale influsso e la nascita di un nuovo stile, detto severo, favorito da una insorgente influenza peloponnesiaca.
Una delle più note figure della serie è la Kore col peplo (Acropolis 679) attribuita al Maestro del Cavaliere Rampin dai tempi di Humfry Payne; altre opere da allora sono state attribuite alla stessa mano per vicinanza stilistica e tra queste il rilievo marmoreo, frammento di stele funeraria, conservato ad Atene (Museo archeologico nazionale, n. inv. 38). La produzione di stele funerarie era iniziata intorno al 570 a.C. e il Discoforo, come viene comunemente chiamato, ne è uno dei primi esemplari: il giovane atleta, caratterizzato dalla solida struttura ossea è opera, tipicamente attica, di un maestro che rivela la propria abilità nell'espediente del disco su cui si stagliano i piani decisi del volto. Il gioco dei capelli legati sulla nuca rimanda ulteriormente alle raffinate treccine del Cavaliere Rampin.

## Kouroi attici
- Kouros di Volomandra. Atene, Museo nazionale 1906, h 179 cm, 560-540 a.C. Trovato sul sito di un cimitero nel distretto di Volomandra (Attica) è probabilmente un kouros funerario. È il più antico della nuova generazione di kouroi che ricercano unità e morbidezza di modellato e minore trattamento di superficie.[6]
- Testa Rayet. Copenaghen, Ny Carlsberg Glyptotek 418, h 31 cm, 530-520 a.C. La testa faceva originariamente parte di un kouros di dimensioni naturali; è stata trovata ad Atene nel 1870 e prende il nome dal primo proprietario, Olivier Rayet. Alcuni studiosi[7] hanno stabilito un legame stilistico con i rilievi di atleti appartenenti ai basamenti funerari ritrovati nelle mura di Temistocle (Atene, NM 3476), e con il torso di kouros trovato nella stessa zona di Atene nel 1953. La capigliatura della Testa Rayet si è ormai accorciata e semplificata, ma forma onde sovrapposte ed è priva di valore plastico terminando in una sorta di rotolo sulla fronte, il volto invece è uno dei capolavori dell'atticismo arcaico. Le orecchie sono insolitamente carnose e appaiono tracce di vernice rossa sugli occhi e sulla capigliatura.[8]
- Kouros di Kroisos. Atene, Museo nazionale 3851, h 194 cm, 530-520 a.C. Il kouros, rinvenuto ad Anavyssos, in Attica, è stato collegato ad una base che conserva il nome di un guerriero morto in battaglia, Kroisos. Si tratta quindi di una statua funeraria le cui caratteristiche anatomiche sembrano dovute, oltre all'influsso delle morbidezze e rotondità ioniche, a caratteristiche particolari e individuali volutamente perseguite.[9] Rispetto al Kouros di New York la testa si è ridimensionata ed è maggiormente proporzionata al resto del corpo, è inoltre aumentata l'organicità della struttura.[10]

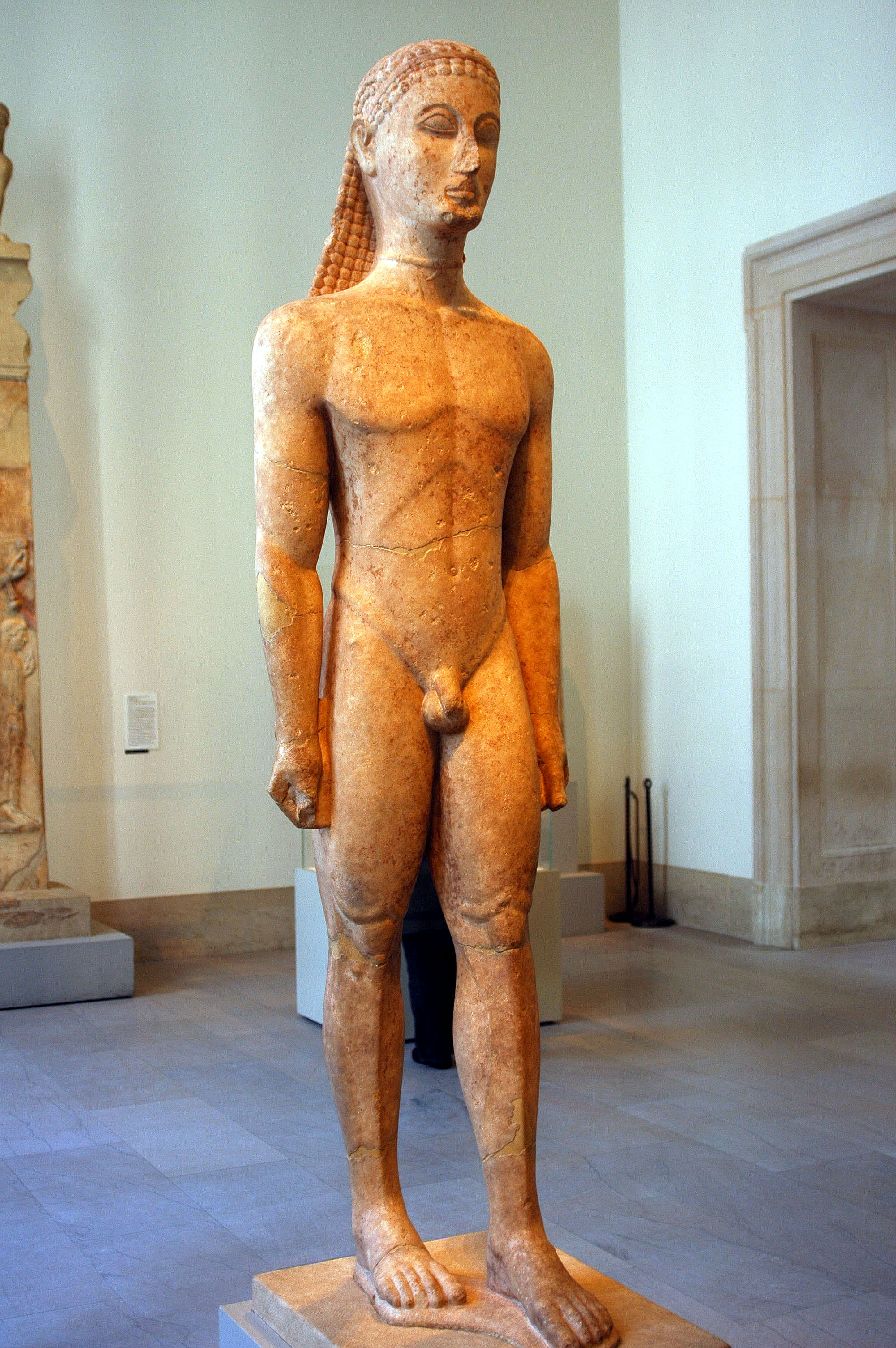
Il Kouros di New York, 600-580 a.C. circa.
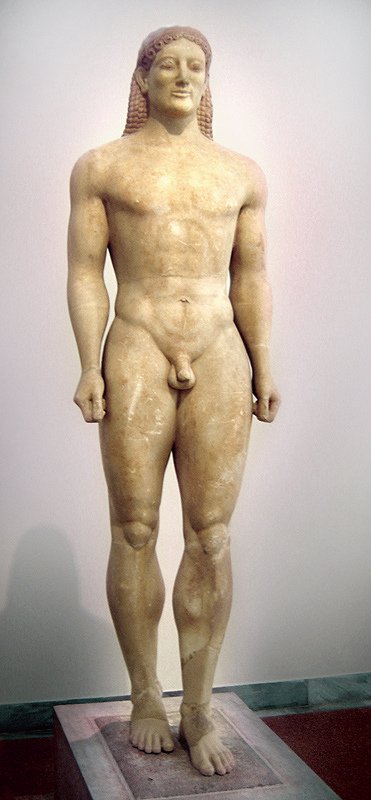
Kouros di Kroisos (da Anavyssos), 530-520 a.C. circa.